# Open Sud de France 2020
L'Open Sud de France 2020 è stato un torneo di tennis giocato su campi in cemento indoor. È stata la 33ª edizione dell'evento conosciuto prima come Grand Prix de Tennis de Lyon e successivamente come Open Sud de France, e appartiene alla serie ATP Tour 250 nell'ambito dell'ATP Tour 2020. Gli incontri si sono giocati nella Park&Suites Arena, a Montpellier, in Francia, dal 3 al 9 febbraio 2020.

## Partecipanti

### Teste di serie
| Nazionalità | Giocatore             | Ranking* | Testa di serie |
| ----------- | --------------------- | -------- | -------------- |
| Francia     | Gaël Monfils          | 10       | 1              |
| Belgio      | David Goffin          | 11       | 2              |
| Canada      | Denis Shapovalov      | 13       | 3              |
| Bulgaria    | Grigor Dimitrov       | 20       | 4              |
| Canada      | Félix Auger-Aliassime | 22       | 5              |
| Spagna      | Pablo Carreño Busta   | 30       | 6              |
| Serbia      | Filip Krajinović      | 41       | 7              |
| Francia     | Ugo Humbert           | 43       | 8              |

* Ranking al 20 gennaio 2020.

### Altri partecipanti
I seguenti giocatori hanno ricevuto una wildcard per il tabellone principale:
- Félix Auger-Aliassime
- Grigor Dimitrov
- Gaël Monfils

I seguenti giocatori sono passati dalle qualificazioni:

- Damir Džumhur
- Emil Ruusuvuori
- Serhij Stachovs'kyj
- Enzo Coucaud

### Ritiri
Prima del torneo
- Radu Albot → sostituito da  Grégoire Barrère
- Daniel Evans → sostituito da  Norbert Gombos
- Fabio Fognini → sostituito da  Pierre-Hugues Herbert
- John Millman → sostituito da  Jannik Sinner
- Lucas Pouille → sostituito da  Mikael Ymer
- Andrej Rublëv → sostituito da  Henri Laaksonen
- Stan Wawrinka → sostituito da  Dennis Novak

Durante il torneo
- Richard Gasquet

## Partecipanti al doppio

### Teste di serie
| Nazione     | Giocatore         | Nazione     | Giovatore              | Ranking* | Testa di serie |
| ----------- | ----------------- | ----------- | ---------------------- | -------- | -------------- |
| Germania    | Kevin Krawietz    | Francia     | Nicolas Mahut          | 11       | 1              |
| Paesi Bassi | Jean-Julien Rojer | Romania     | Horia Tecău            | 39       | 2              |
| Austria     | Jürgen Melzer     | Francia     | Édouard Roger-Vasselin | 52       | 3              |
| Regno Unito | Jamie Murray      | Regno Unito | Neal Skupski           | 56       | 4              |

* Ranking aggiornato al 20 gennaio 2020.

### Altri partecipanti
Le seguenti coppie hanno ricevuto una wildcard per il tabellone principale:
- Kenny de Schepper /  Hugo Gaston
- Feliciano López /  Marc López

## Campioni

### Singolare
Gaël Monfils ha sconfitto in finale  Vasek Pospisil con il punteggio di 7-5, 6-3.
- È il nono titolo in carriera per Monfils, primo della stagione.

### Doppio
Nikola Ćaćić /  Mate Pavić hanno sconfitto in finale  Dominic Inglot /  Aisam-ul-Haq Qureshi con il punteggio di 6-4, 6(4)–7, [10-4].